# Jacob K. Javits
Jacob Koppel "Jack" Javits  (Nova Iorque, 18 de maio de 1904 – West Palm Beach, 7 de março de 1986) foi senador e procurador-geral do estado de Nova Iorque.